# 佐藤国司

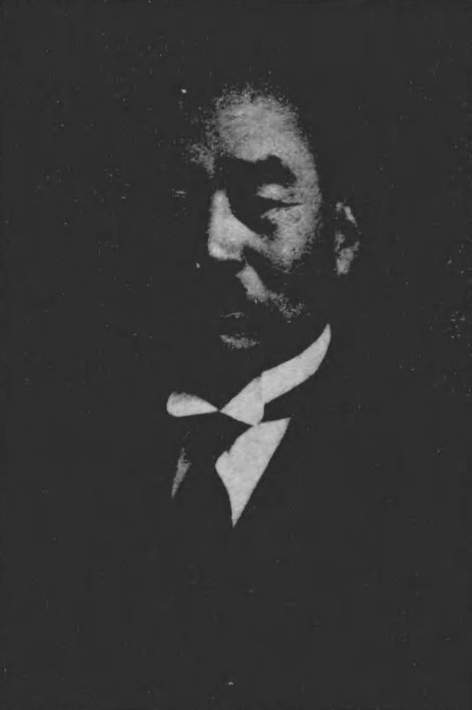
佐藤国司

佐藤 国司（さとう くにじ、1875年〈明治8年〉5月2日 - 1946年〈昭和21年〉7月1日 ）は、大正から昭和時代前期の政治家、新聞経営者。北海道釧路市長。

## 経歴
千葉県匝瑳郡共興村（現・匝瑳市）出身。佐藤鉄之助の長男。明治法律学校を経て、1904年（明治37年）東京法学院を卒業する。1909年（明治42年）釧路実業新聞を創刊し、白石義郎らと共に釧路実業調査会を設立する。1910年（明治43年）釧路町会議員当選を皮切りに、水産組合議員、漁業組合議員、北海道会議員、北海道参事会員を経て、1922年（大正11年）から釧路市会議員に2期当選する。
1928年（昭和3年）推挙され釧路市長に就任し、同市会議員を経て、1936年（昭和11年）同市長に再選した。その後、1944年（昭和19年）8月、市長に返り咲いた。
市長は1946年（昭和21年）6月まで務めた。持病の胃癌の悪化で、6月1日に市会に辞表を提出。内務大臣の裁可により6月14日付で市長を辞職。退任直後の7月1日に死去した。